# Maria Blohmke
Maria Blohmke (* 26. Juli 1922 in Königsberg (Preußen); † 2. Februar 2016 in München) war eine deutsche Medizinerin.

## Leben
Maria Blohmke war die Tochter des HNO-Universitätsprofessors Artur Blohmke. Sie war von 1975 bis 1987 Professor für Arbeits- und Sozialmedizin an der Ruprecht-Karls-Universität Heidelberg. Sie leitete die Deutsche Sozialmedizinische Gesellschaft von 1975 bis 1981 und damit als erste Frau in Deutschland überhaupt eine wissenschaftlich-medizinische Gesellschaft.

## Belege
1. ↑  Traueranzeige in der FAZ
2. ↑  Die Geschichte der DGSMP
3. ↑  Ehrenvolle Berufung für Maria Blohmke in Deutsches Ärzteblatt, 1976

| Personendaten    | Personendaten        |
| ---------------- | -------------------- |
| NAME             | Blohmke, Maria       |
| KURZBESCHREIBUNG | deutsche Medizinerin |
| GEBURTSDATUM     | 26. Juli 1922        |
| GEBURTSORT       | Königsberg (Preußen) |
| STERBEDATUM      | 2. Februar 2016      |
| STERBEORT        | München              |